# Уамбо
Уамбо (на португалски: Huambo, на португалски се произнася по-близко до Уамбу) е провинция в централна Ангола. С площта си от 34 270 квадратни километра, Уамбо е една от малките анголски провинции. Въпреки малката си площ, населението на провинцията е 2 309 829 жители (по изчисления за юли 2018 г.), което е 15 % от населението на цяла Ангола. Повече от 55% от населението на Уамбо живее в двете най-големи общини – Уамбо с 822 000 души и Каала с 239 000 души. Столица на провинцията е град Уамбо.